# Pappos-Kette

Die Pappos-Kette im Arbelos

Die Pappos-Kette (auch Pappus-Kette) ist in der Geometrie eine unendliche Folge einander berührender Kreise in einem Arbelos. Sie ist benannt nach dem griechischen Geometer Pappos von Alexandria, der sie im 3. Jahrhundert erstmals untersuchte.

## Beschreibung

Pappos-Kette im gespiegelten Arbelos

Ein Arbelos wird gebildet durch die drei Halbkreise über {\displaystyle AB}, {\displaystyle AC} und {\displaystyle CB} (sichelförmige Figur in der oberen Abbildung). Der Inkreis des Arbelos mit dem Mittelpunkt {\displaystyle P_{1}} ist der erste Kreis der Pappos-Kette, die weiteren (mit den Mittelpunkten {\displaystyle P_{2}}, {\displaystyle P_{3}} u. s. f.) ergeben sich durch Aneinanderreihung von Kreisen, die den jeweils vorangehenden Kreis der Kette, den großen Halbkreis über {\displaystyle AB} und einen der beiden kleineren Halbkreise berühren. In der Abbildung, auf die sich auch der weitere Text bezieht, ist das der linke Halbkreis über {\displaystyle AC}, die Kette hätte ebenso gut nach rechts (den Halbkreis über {\displaystyle CB} berührend) fortgesetzt werden können.
Man kann die Pappos-Kette auch in einem an {\displaystyle AB} gespiegelten Arbelos betrachten, dann wird der zum Kreis ergänzte Arbelos-Halbkreis, der nicht alle Kreise der Kette berührt (hier der über {\displaystyle CB}), zu einem Glied der Kette.
Fügt man in die entstehenden Kreisbogendreiecke weitere größtmögliche Kreise ein, entsteht eine Apollonios-Kreisfüllung.

## Konstruktion

Konstruktion der Pappos-Kette mittels Kreisspiegelung

Die Pappos-Kette lässt sich durch Ausnutzung der Eigenschaften der Kreisspiegelung konstruieren, siehe Bild. Man beginnt mit drei Punkten A, B und C, die auf einer Geraden g liegen, auf der sich C zwischen A und B befindet. Die Senkrechte zur Geraden g in C schneidet den Kreis k um A durch B (rot) in D, und die dortige Tangente an den Kreis schneidet die Gerade g im Bildpunkt C' von C.
Der Kreis über AB (grün) wird durch Kreisspiegelung an k auf die Senkrechte zu g in B abgebildet (grün). Ebenso ist die Senkrechte zu g in C' (blau) Spiegelbild des Kreises mit Durchmesser AC (blau). Der Kreis über CB wird schließlich in den Kreis über BC' gespiegelt.
Zwischen die Senkrechten zu g in den Punkten B und C' fügt man weitere Kreise ein, die einander und diese Senkrechten berühren. Die Kreise der Pappos-Kette entstehen durch Kreisspiegelung dieser Kreise am Kreis k. Dazu wird die Tangente des Kreises mit Mittelpunkt E in F konstruiert, die durch A führt und die den Papposkreis (um H) ebenfalls tangiert – in F'. Der Berührungspunkt F' ist das Spiegelbild von F, das über die Tangente an den Inversionskreis in G, die durch F führt, ermittelt wird. Der Bildpunkt F' ist der Fußpunkt von G auf AF und die Verlängerung von GF' liefert den Mittelpunkt H des Papposkreises, der nun gezeichnet werden kann.
Die weiteren Kreise der Pappos-Kette werden analog konstruiert.

## Eigenschaften

Abstand des Kreises 3 von der Arbelos-Grundlinie

Man nummeriere die Kreise der Pappos-Kette wie folgt: Der zum Kreis ergänzte Arbelos-Halbkreis über {\displaystyle CB} erhält die Nummer 0, der Arbelos-Inkreis die Nummer 1 u. s. f. (entsprechend der Indizierung der Kreismittelpunkte {\displaystyle P_{n}} in der oberen Abbildung), die Radien dieser Kreise bezeichne man mit {\displaystyle r_{n}}. Die Radien der beiden kleinen Arbelos-Halbkreise seien {\displaystyle a={\overline {CB}}/2=r_{0}} und {\displaystyle b={\overline {AC}}/2}.
- Der Kreis mit der Nummer {\displaystyle n} hat den Radius
 {\displaystyle r_{n}={\frac {ab(a+b)}{n^{2}a^{2}+b(a+b)}}}.
- Der Mittelpunkt {\displaystyle P_{n}} des Kreises mit der Nummer {\displaystyle n} hat den Abstand {\displaystyle 2nr_{n}} von der Arbelos-Grundlinie {\displaystyle AB}. Die Abbildung rechts illustriert dies für den Kreis mit der Nummer 3.
- Die Mittelpunkte der Kreise der Pappos-Kette liegen auf einer Ellipse (gestrichelt in der oberen Abbildung). Die Brennpunkte dieser Ellipse sind die Mittelpunkte der Strecken {\displaystyle AB} und {\displaystyle AC}.
- Die Punkte, in denen die Kreise der Pappos-Kette einander berühren, liegen auf einem Kreis.

## Verwandte Kreisarrangements

### Kreiskette zwischen Kreis und Gerade

Kreiskette zwischen zwei Kreisen (grün und blau) sowie einer Geraden (schwarz)

Nahe verwandt mit der Pappos-Kette ist die Kreiskette, die in das Kreisbogendreieck zwischen einem Kreis – der grüne Kreis im Bild, im folgenden Großkreis genannt – und einer ihn tangierenden Geraden eingeschrieben wird, siehe Bild. Ihre Konstruktion erfolgt analog zur Pappos-Kette. Die Kette hat die folgenden Eigenschaften:
- Das Verhältnis der Radien zweier aufeinander folgender Kreise in der Kette strebt gegen eins.
- Wenn R der Radius des Großkreises ist, unter dem die Kette liegt, und rn der Radius des letzten eingeschriebenen Kreises ist, dann gilt

{\displaystyle {\frac {1}{\sqrt {r_{n+1}}}}={\frac {1}{\sqrt {R}}}+{\frac {1}{\sqrt {r_{n}}}}}
- Wenn der Radius des Großkreises (n=1) gleich eins ist und der größte eingeschriebene Kreis  (n=2) den Radius ein viertel hat, dann gilt:

{\displaystyle r_{n}={\frac {1}{n^{2}}},n=2,3,\dots ,\quad 1=d_{12}=\sum _{n=2}^{\infty }d_{n,n+1}=\sum _{n=2}^{\infty }{\frac {2}{n(n+1)}}}
Darin ist {\displaystyle d_{n,n+1}} der horizontale Abstand zwischen den Mittelpunkten der Kreise n und n+1.
- Der Großkreis berühre in der xy-Ebene im Ursprung die x-Achse, die die begrenzende Gerade stelle. Wenn dann R der Radius des Großkreises, K=1/R seine Krümmung und r2 der Radius des ersten eingeschriebenen Kreises ist, xn die x-Koordinate des Kreismittelpunkts, rn der Radius und kn der Kehrwert des Radius – die Krümmung – des n-ten Kreises ist, dann gilt für n=2,3,…:

{\displaystyle k_{n}=K+k_{n-1}+2{\sqrt {Kk_{n-1}}},\;r_{n}={\frac {1}{k_{n}}},\;x_{n}=2{\sqrt {Rr_{n}}}}

### Coxeters loxodromische Folge von tangierenden Kreisen

Coxeters Spiralen (grau)

Bei Coxeters loxodromischer Folge von tangierenden Kreisen bilden die Radien der Kreise eine geometrische Folge und es wird auch hier immer nur in eines von drei Kreisbogendreiecken ein weiterer Kreis eingeschrieben.

### Apollonios-Kreisfüllung

Apollonios-Kreisfüllung

Bei der Apollonios-Kreisfüllung wird in das Kreisbogendreieck zwischen drei sich paarweise berührenden Kreisen ein weiterer möglichst großer Kreis eingeschrieben und dieser Vorgang rekursiv fortgesetzt. Hier werden also sämtliche entstehenden Kreisbogendreiecke rekursiv gefüllt, während bei der Pappos-Kette immer nur in eines von drei Kreisbogendreiecken ein weiterer Kreis eingeschrieben wird.